# 北京地铁2号线
北京地铁2号线，前称北京地铁环线，是中国北京市西城区西直门站起沿原北京城池内城而建的环线，是北京地铁的一条地铁线路，设有18座车站，全长23.1千米，1971年1月15日作為北京地铁一期工程一部分通车，1987年全线完工成环。2号线标识色为 Pantone 301C 。

## 概述
线路东段、北段、西段的走向与北京二环路重叠，南段沿长椿街－宣武门－前门－崇文门－北京站－建国门行驶，全线线路大部分沿着原北京内城原址地下布设（除了往北京站的线路），全线共18座车站。西直门站和积水潭站是内、外环线进行司机换班、始发以及收车的车站。位于积水潭站与西直门站之间北侧的太平湖车辆段，是北京地铁2号线列车停车库，车辆段在地面，两侧有线路连接地下的2号线。
自长椿街站至北京站区段的6个车站原属北京地下铁道一期工程线路（长椿街站与现1号线南礼士路站相接，向西延伸往苹果园站方向）的一部分，于1969年10月1日通车，并于1971年1月15日开始试运营；其余车站（自复兴门站沿西直门、东直门至建国门站）为二期工程，于1971年3月开工，1984年9月20日开通；1987年12月28日，两部分线路成环运营，而地铁一线运营区段在与复八线贯通运营前由南礼士路站延伸至到复兴门站后折返运行，不再向南转向连接长椿街站。

## 历史

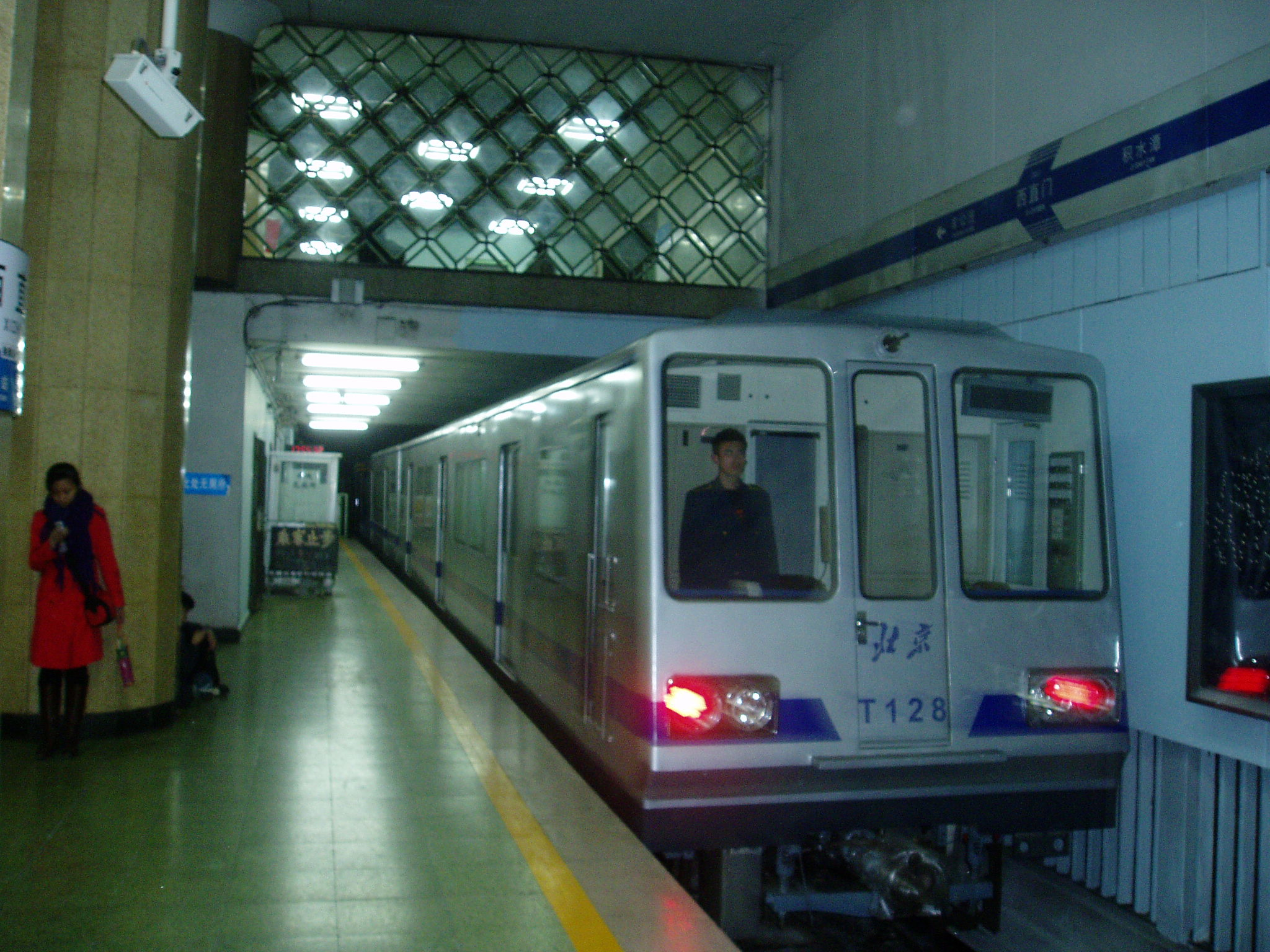
使用直流车时期的2号线

先前的北京地铁一期工程，于1965年开工，1969年竣工。其长椿街站至北京站段于1987年拆分后，现为2号线南半环的一部分，与二期工程共同组成今天的2号线。
1970年北京地下铁道二期工程开始进行勘测设计，于1971年3月开工。二期工程是由一期工程北京站站东折返线起，向东北绕过北京古观象台，延原北京内城旧址地下经建国门、东直门、西直门、复兴门与一期工程的南礼士路至长椿街区间相接。1974年底，复兴门站至车公庄站3.6公里西环线在二期工程人力物力不足的情况下作为重点工点率先建成通车。至1977年主体结构基本完成。1981年底才基本竣工。由于当时地铁二期工程是边设计、边施工的情况下进行的，加上正处于“文化大革命”动乱期间，工程进展受到影响。由于存在问题较多，在1982年到1984年期间对地铁设备进行了大量整改。在1983年4月1日北京地铁二期工程的西直门站、车公庄站、阜成门站至复兴门站四个站区段开始试运行。
1984年9月20日北京地铁二期工程通车运营，沿西、北、东二环路按“马蹄形”运营，运行区段由复兴门车站至建国门车站之间往返，共12座车站，线路长度16.1公里。北京地铁二期工程至全部通车历时13年。
1987年12月28日，北京地铁一线、环线开始独立运行，北京地铁一线从苹果园站到复兴门站折返运行，原北京地铁一线从长椿街站至北京站区段两端分别与二期工程的复兴门站、建国门站相连形成环线运行，至此成为一条完整的环线，共18座车站，线路长度23.03公里，始称北京地铁环线。一线与环线在复兴门站实现换乘（北京地铁史上首个换乘车站）。1989年12月29日，国家验收委員會對北京地铁二期工程正式验收交付。
从1950年代到1980年代，邓小平曾三次亲临北京地铁视察，并多次作指示和批示。1984年，北京地铁二期工程——环城线通车试运营后，身着灰色中山装的邓小平偕女儿邓林、邓榕和外孙女，在中共中央办公厅主任王兆国、中共北京市委书记李锡铭等人陪同下考察北京地铁二期工程。在复兴门站，当北京市的同志介绍说在站台两侧分别停有中国长春客车厂制造的DK8型列车和从日本东急新购的BSSA-3000型列车，问先乘哪一列时，邓小平连声说：“坐中国车好，先坐中国车。”
1997年6月2日，环线地铁移动电话系统开通，是中华人民共和国首个开通的地下铁道移动通信系统。
2002年1月开始，随着北京地铁更换车站标志牌，该线的导向标志由“环线”更名为“2号线”，始称“北京地铁2号线”。
2008年6月15日，2号线全面使用CBTC移动闭塞系统。
2017年8月20日，2号线全线加装的安全门正式投入使用。
2019年7月19日起，2号线逢周五、周六将末班车发车时间延后，内环延长运营时间81分钟，外环延长运营时间95分钟。
2022年4月30日，因有报道称某2019冠状病毒病确诊患者曾途径前门站换乘通道，前门站暂时封闭，2号线与8号线列车通过不停车，暂时不能换乘，至5月4日恢复运营。
2022年5月12日，因疫情影响，积水潭站及西直门站暂时对外封闭，乘客可以正常在两站换乘其他线路。
2022年6月6日，根据疫情防控要求，积水潭站、西直门站恢复运营，重新开放所有出入口。
2023年11月25日，为配合3号线换乘施工，东四十条站临时封闭约95天，2024年2月28日重新启用。

## 车站
北京地铁2号线因为是分为一、二期工程分别建设，长椿街站至北京站区间的车站（一期工程建设，与1号线西段的车站接近一致）与此线的其他车站（二期工程建设）站台、出入口通道、车站装饰风格等方面可发现一些明显的不同。
| 分期 | 站名                  | 里程 （米）           | 站间距 （米）         | 旧有车站编号          | 换乘[1]                    | 行政区                 | 开通日期              | 站台设计              | 开门方向              |                       |
| ↑成环运行，接积水潭站 | ↑成环运行，接积水潭站 | ↑成环运行，接积水潭站 | ↑成环运行，接积水潭站 | ↑成环运行，接积水潭站 | ↑成环运行，接积水潭站      | ↑成环运行，接积水潭站  | ↑成环运行，接积水潭站 | ↑成环运行，接积水潭站 | ↑成环运行，接积水潭站 | ↑成环运行，接积水潭站 |
| --- | --------------------- | --------------------- | --------------------- | --------------------- | -------------------------- | ---------------------- | --------------------- | --------------------- | --------------------- | --------------------- |
| 二期 新建区间 | 西直门                | 0                     | 1899                  | 201                   | 4号线 13号线（A） 北京北站 | 西城区                 | 1984年9月20日         | 地下岛式站台          | 左侧                  |                       |
| 二期 新建区间 | 车公庄                | 909                   | 909                   | 202                   | 6号线 13号线（A）          | 西城区                 | 1984年9月20日         | 地下岛式站台          | 左侧                  |                       |
| 二期 新建区间 | 阜成门                | 1869                  | 960                   | 203                   | 不適用                     | 西城区                 | 1984年9月20日         | 地下岛式站台          | 左侧                  |                       |
| 二期 新建区间 | 复兴门                | 3701                  | 1832                  | 204                   | 1号线 19号线太平桥站[虚]   | 西城区                 | 1984年9月20日         | 地下岛式站台          | 左侧                  |                       |
| 一期 原 1号线区间 | 长椿街                | 4935                  | 1234                  | 205                   | 不適用                     | 西城区                 | 1971年1月15日         | 地下岛式站台          | 左侧                  |                       |
| 一期 原 1号线区间 | 宣武门                | 5864                  | 929                   | 206                   | 4号线                      | 西城区                 | 1971年1月15日         | 地下岛式站台          | 左侧                  |                       |
| 一期 原 1号线区间 | 和平门                | 6715                  | 851                   | 207                   | 不適用                     | 西城区                 | 1971年1月15日         | 地下岛式站台          | 左侧                  |                       |
| 一期 原 1号线区间 | 前门                  | 7886                  | 1171                  | 208                   | 8号线                      | 东城区                 | 1971年1月15日         | 地下岛式站台          | 左侧                  |                       |
| 一期 原 1号线区间 | 崇文门                | 9520                  | 1634                  | 209                   | 5号线                      | 东城区                 | 1971年1月15日         | 地下岛式站台          | 左侧                  |                       |
| 一期 原 1号线区间 | 北京站                | 10543                 | 1023                  | 210                   | 城市副中心线 北京站        | 东城区                 | 1971年1月15日         | 地下岛式站台          | 左侧                  |                       |
| 二期 新建区间 | 建国门                | 11488                 | 945                   | 211                   | 1号线                      | 东城区 朝阳区          | 1984年9月20日         | 地下岛式站台          | 左侧                  |                       |
| 二期 新建区间 | 朝阳门                | 13251                 | 1763                  | 212                   | 6号线                      | 东城区 朝阳区          | 1984年9月20日         | 地下岛式站台          | 左侧                  |                       |
| 二期 新建区间 | 东四十条              | 14278                 | 1027                  | 213                   | 3号线                      | 东城区                 | 1984年9月20日         | 地下岛式站台          | 左侧                  |                       |
| 二期 新建区间 | 东直门                | 15102                 | 824                   | 214                   | 13号线（B） 首都机场线     | 13号线（B） 首都机场线 | 1984年9月20日         | 地下岛式站台          | 左侧                  |                       |
| 二期 新建区间 | 雍和宫                | 17330                 | 2228                  | 215                   | 5号线                      | 东城区                 | 1984年9月20日         | 地下岛式站台          | 左侧                  |                       |
| 二期 新建区间 | 安定门                | 18124                 | 794                   | 216                   | 不適用                     | 东城区                 | 1984年9月20日         | 地下岛式站台          | 左侧                  |                       |
| 二期 新建区间 | 鼓楼大街              | 19361                 | 1237                  | 217                   | 8号线                      | 东城区 西城区          | 1984年9月20日         | 地下岛式站台          | 左侧                  |                       |
| 二期 新建区间 | 积水潭                | 21127                 | 1766                  | 218                   | 19号线                     | 西城区                 | 1984年9月20日         | 地下岛式站台          | 左侧                  |                       |
| ↓成环运行，接西直门站 |                       |                       |                       |                       |                            |                        |                       |                       |                       |                       |
| 注释 |                       |                       |                       |                       |                            |                        |                       |                       |                       |                       |
| 1 斜体标示的换乘尚未启用。 虚 持公共交通卡或使用北京公交APP的乘客在出站后30分钟内换乘可享受连续计费。持单程票的乘客，需要出站后重新购票。 |                       |                       |                       |                       |                            |                        |                       |                       |                       |                       |

### 预留换乘
二期工程建设的12座车站中，有6座车站为未来规划建设线路预留了换乘的接口结构。
- 复兴门站预留与1号线西段（即一期工程）换乘。由于一期工程已经通车，因此建设完整的换乘站台（准6C，预留准6B），1987年12月28日随一、环两线重组启用。
- 建国门站预留与1号线东段（复八线）换乘。由于当时预期复八线将很快开始建设，因此建设完整的换乘站台（准6C，预留准6B），1999年9月28日随复八线开通启用。
- 西直门站、东四十条站预留与1973年规划中连接中关村大街国家部委和科研院所集中区与首都国际机场的3号线换乘。由于当时预期3号线将很快开始建设，并将作为连接首都机场的“国门线”、连接2000年奥运会计划中场馆工体、首体的“奥运线”，因此建设完整的换乘站台（准6C，预留准6B），两站的2号线站台亦布设壁画。但由于北京以两票之差不敌悉尼，失去2000年奥运会举办权，3号线建设优先级亦被大幅降低，线路走线被占用，3号线东段连接机场以输运奥运会客流的任务被2008年通车的首都机场线替代。而3号线西段路由最终由4号线占用，西直门站预留站台于2009年9月28日随4号线开通启用。
- 东四十条站预留站位则于2016年3月被重新明确为3号线站位，但由于3号线站台规划为8A编组，如果采用原有的站台扩建存在过大的安全隐患，被更改为站厅，在地下五层以2号线风格建设新的站台。由于需要修改2号线部分车站结构，东四十条站于2023年11月25日-2024年2月27日封站停运配合换乘改造，改造完成后，2号线换乘3号线使用原换乘节点下行至3号线站厅（原3号线站台），而3号线换乘2号线将通过两线站厅之间的另建短换乘通道完成。届时乘坐2号线的乘客可借助3号线部分完成无障碍进出站。原预留连接东西站厅和既有出口之间的换乘通道将作为3号线非付费区的进出站通道。该站于2024年12月15日随3号线开通启用。
- 积水潭站预留与1973年规划中连接永定门、西单、北太平庄、学院路的4号线换乘；雍和宫站预留与1973年规划中连接宋家庄、东单、和平里的5号线换乘。由于当时预期这两条线路将在近期建设，但具体规模不确定，因此仅预留了换乘接口。积水潭站于2021年4月10日-6月17日期间封站停运配合换乘接口改造，并于2021年12月31日随19号线开通启用[18][19]。
- 雍和宫站预留换乘接口为T型接口。5号线原计划向北只至和平里，后来改为延伸至天通苑，总客流及换乘客流加大（而原接口连预留站台带两侧轨行区和外墙，总宽度亦只有22.3米，而站台两柱间距更只有7.2米），于是在改造雍和宫站换乘接口时，将原接口的南行（西侧）轨行区废弃不用，在西侧下侧（西移9.15米、下错2.019米）另建南行隧道；又由于要避让北侧的二环路及地坛，T型换乘接口只使用南侧部分，北侧亦废弃不用；原预留站台剩余部分连同南行轨行区一并改为换乘通道，在南侧接建北行站台、错层布置南行站台，形成全球罕见的错层岛式站台设计。雍和宫站预留换乘接口于2007年10月7日随5号线开通启用。

此外，原属于北京地铁一期工程的车站中，和4号线换乘的宣武门站，和5号线换乘的崇文门站均在后期通过封站改造的方式实现了较短距离的换乘。

## 使用车辆
北京地铁二期的列车编组最初使用4辆编组，1995年4月26日开始北京地铁环线列车编组改为6辆编组运营。
| 现名   | 改造自         | 制造商                                    | 车辆编成               | 制造年代  | 车辆总数                                                                                  | 上线时间               | 其它名称             | 照片 |
| ------ | -------------- | ----------------------------------------- | ---------------------- | --------- | ----------------------------------------------------------------------------------------- | ---------------------- | -------------------- | ---- |
| DK3    | 無             | 長春客車廠                                | 4C(Mc+Mc+Mc+Mc)        | 1971-1972 |                                                                                           | 1987/12/28- 1989       | BJ-3                 |      |
| DK6    | 無             | 長春客車廠                                | 2C(Mc+Mc)              | 1979      | 1列（北京5011、北京5012）                                                                 | 1984/09/20- 1995       |                      |      |
| DK6    | 無             | 長春客車廠                                | 2C(Mc+Mc)              | 1979      | 1列（T1193-T1194）                                                                        | 1984/09/20- 2008/04/11 |                      |      |
| DK8    | 無             | 長春客車廠                                | 6C(Mc+Mc+Mc +Mc+Mc+Mc) | 1982      | 13列（T101-T104、T106-T108、T1093-T1094、北京4013-北京4014、北京4023、北京4082、北京409） | 1984/09/20- 2008/04/11 | BJ-4                 |      |
| DK9    | 無             | 長春客車廠                                | 4C(Mc+Mc+Mc+Mc)        | 1983      | 4輛（T1191-T1192、T1195-T1196）                                                           | 1984/09/20- 2008/04/11 |                      |      |
| DK11   | DK2            | 長春客車廠                                | 4C(Mc+Mc+Mc+Mc)        | 1984-1985 |                                                                                           | 1984/09/20- 1989       | BJ-6                 |      |
| DK16   | 無             | 長春客車廠                                | 6C(Mc+Mc+Mc +Mc+Mc+Mc) | 1987-1988 | 16列（T1091/T1092/T1095/T1096、T110-T118、T1251/T1252、北京422）                          | 1987- 2009/01/19       |                      |      |
| DK16A  | 無             | 長春客車廠                                | 6C(Mc+Mc+Mc +Mc+Mc+Mc) | 1988-1989 | 12.75列（T121-T122、T124、T1253/T1254/T1255/T1256）                                       | 1988- 2008             |                      |      |
| DK16AG | DK16A          | 長春客車廠 北京地鐵車輛廠改造             | 6C(Mc+Mc+Mc +Mc+Mc+Mc) | 2004      | （T120、T126~T127、 T1281/T1282/T1283/ T1284/T1285）                                      | 2005- 2009/01/15       |                      |      |
| DK19G  | DK19           | 長春客車廠 北京地鐵車輛廠改造             | 1C(Mc)                 | 1989      | 1輛（T1286）                                                                              | 1990- 2008/04/11       |                      |      |
| DKZ1   | 無             | 長春客車廠                                | 3C(Mc+M+Mc)            | 1987      | 1列（北京701）                                                                            | 1987- 1995             | 仿日地铁电动客车     |      |
| M      | 無             | 東急車輛製造                              | 3C(Mc+M+Tc)            | 1984      | 1列                                                                                       | 1984- 1995             | BSSA-3000型          |      |
| BD1    | 無             | 北京地鐵車輛廠                            | 6C(Mc+Mc+Mc +Mc+Mc+Mc) | 1990-1992 | 4列（T129-T132）                                                                          | 1994- 2008/12          |                      |      |
| BD11   | 無             | 北京地鐵車輛廠                            | 6C(Mc+M+M +M+M+Mc)     | 2000      | 2列（T305-T306）                                                                          | 2000- 2004             | GTO型                |      |
| 300型  | DK8 DK16 DK16A | 長春客車廠 北京地鐵車輛廠、湘潭電機廠改造 | 6C(Mc+Mc+Mc +Mc+Mc+Mc) | 1996      | 3列（T302-T304）                                                                          | 1996- 2008/04/11       |                      |      |
| DKZ16  | 無             | 中车长春轨道客车                          | 6B(Tc+M+T +M+M+Tc)     | 2006-2007 | 25列（T401-T416、T425-T433）                                                              | 2007/11/10-            | 創可貼、狗頭（昵称） |      |
| DKZ16  | 無             | 北京地铁车辆装备有限公司                  | 6B(Tc+M+T +M+M+Tc)     | 2006-2007 | 8列（T417-T424）                                                                          | 2007/11/10-            | 創可貼、狗頭（昵称） |      |
| DKZ16  | 無             | 中车长春轨道客车                          | 6B(Tc+M+T +M+M+Tc)     | 2007-2008 | 5列（T434-T438）                                                                          | 2008/12-               | 創可貼、狗頭（昵称） |      |
| DKZ16  | 無             | 北京地铁车辆装备有限公司                  | 6B(Tc+M+T +M+M+Tc)     | 2007-2008 | 10列（T439-T448）                                                                         | 2008/12-               | 創可貼、狗頭（昵称） |      |
| DKZ16  | 無             | 北京地铁车辆装备有限公司                  | 6B(Tc+M+T +M+M+Tc)     | 2011      | 2列（T449-T450）                                                                          | 2012/04/12-            | 創可貼、狗頭（昵称） |      |

## 事故
- 1989年5月7日4时45分，北京地铁由于鼓楼变电站值班员违章，一人操作，导致积水潭变电站825V一号馈出开关起火烧损，影响积水潭站首车内、外环不能按时开出。积水潭站外环中断行车2小时20分，内环中断行车1小时51分，酿成行车大事故，中断安全运营1257天的纪录。

- 1995年11月5日18时13分，北京地铁环线内环561次438车组，在长椿街站至复兴门区间与313次434车组发生追尾事故，有32名乘客受轻伤，1名乘客留观无危险。列车部分车钩损坏，内环中断运营302分钟。[25]
- 2022年8月9日11时30分许，一名乘客在朝阳门站翻过低屏蔽门堕入路轨，最终确认身亡，尸体于14时许抬出路轨。[26]
- 2024年7月31日11时许，北京站内环一名乘客翻越站台门进入运营轨道正线，车站工作人员采取双方向接触轨停电措施，2号线维持和平门至西直门至雍和宫站双方向区段运营，东直门至建国门至前门间各站采取临时封站措施[27]，此事件亦导致1号线东单、建国门、永安里站临时封站，1号线维持古城至王府井、国贸至环球度假区双方向区段运营[28]。